# Baojun 630
Baojun 630 — компактный автомобиль подразделения Baojun совместного предприятия SAIC-GM-Wuling. Выпускался в Лючжоу, Гуанси-Чжуанский автономный район. Являлся первой моделью под брендом Baojun.
Впервые Baojun 630 был представлен в 2011 году на Шанхайском автосалоне, а продажи начались в августе того же года. В апреле 2014 года в модельный ряд был добавлен хетчбэк 630.

## Описание
Baojun 630 был разработан компаниями SAIC и General Motors в Шанхае. Хотя визуально модели 630 и 610 не похожи на другие автомобили GM, было высказано предположение, что они основаны на платформе Buick Excelle/Daewoo Lacetti.

В 2014 году Baojun 630 дебютировал в Египте и Алжире под названием Chevrolet Optra. Продажи осуществлялись до 2023 года на сайте Chevrolet Arabia.

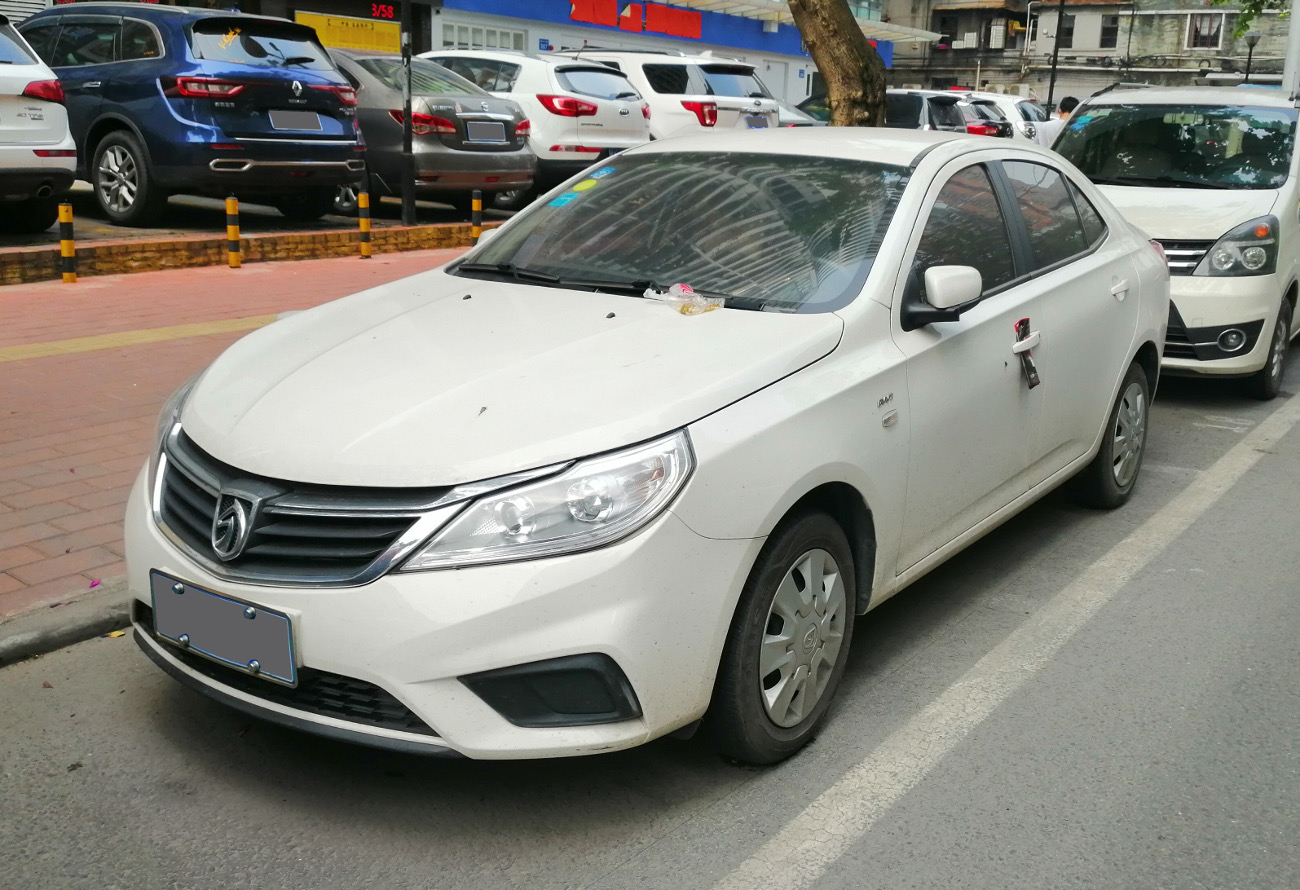
Вид спереди
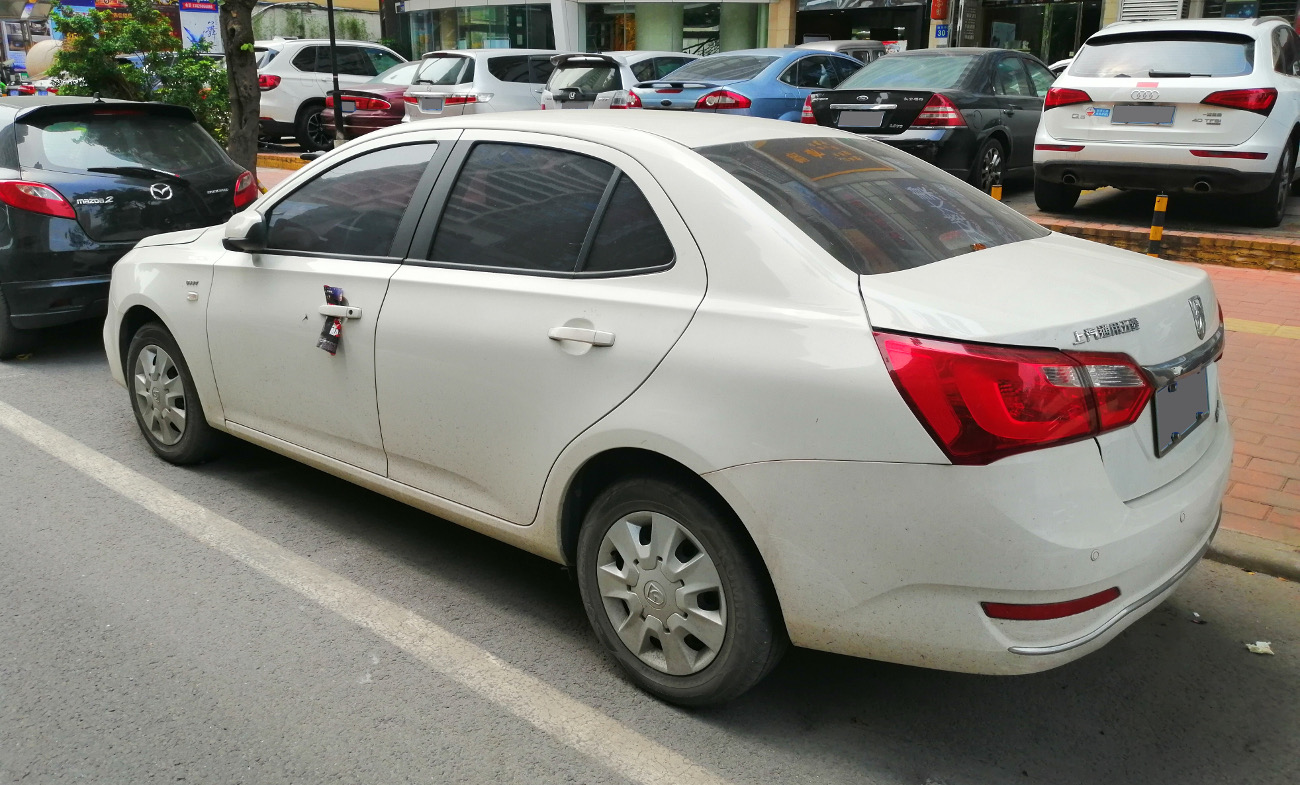
Вид сзади
- 2021 Chevrolet Optra (Египет)

В декабре 2015 года Baojun 630 прошёл рестайлинг. Изменения коснулись передней и задней частей, задних фонарей и приборной панели.

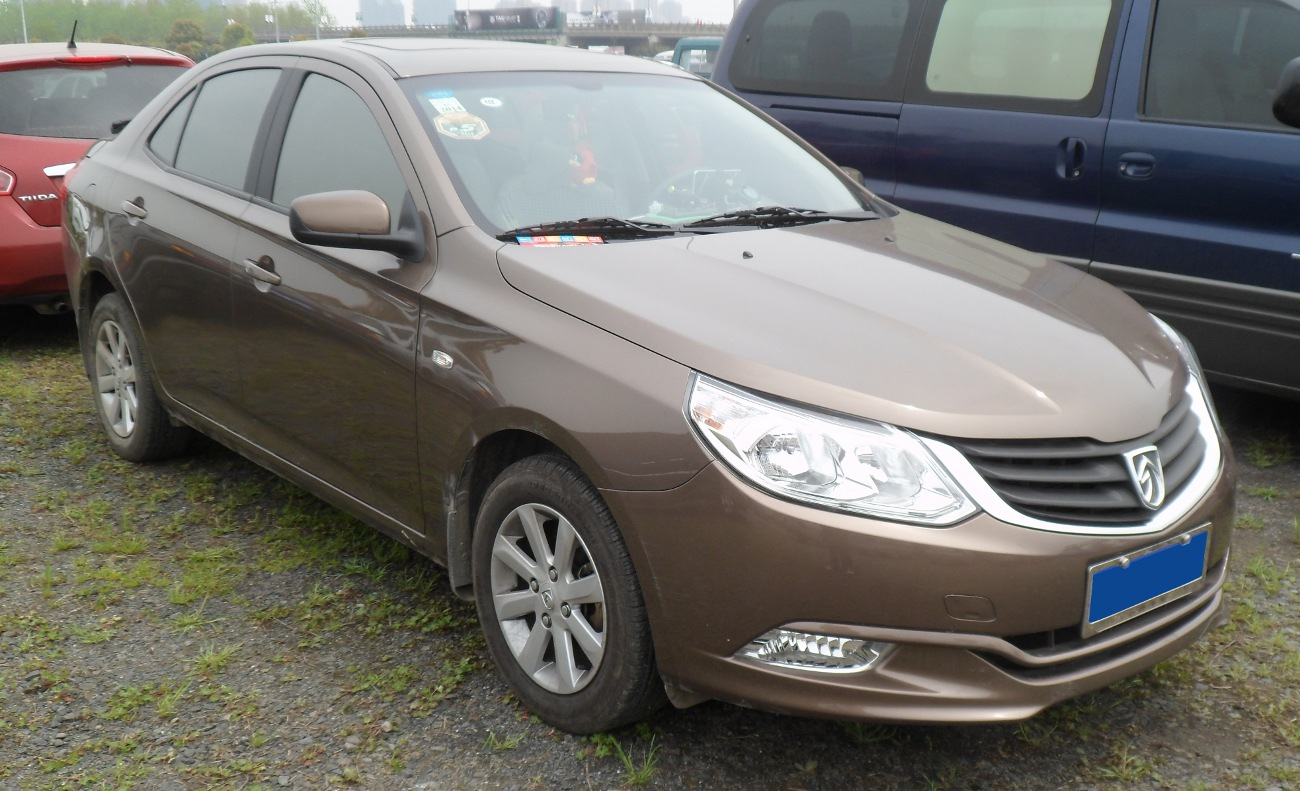
Вид спереди
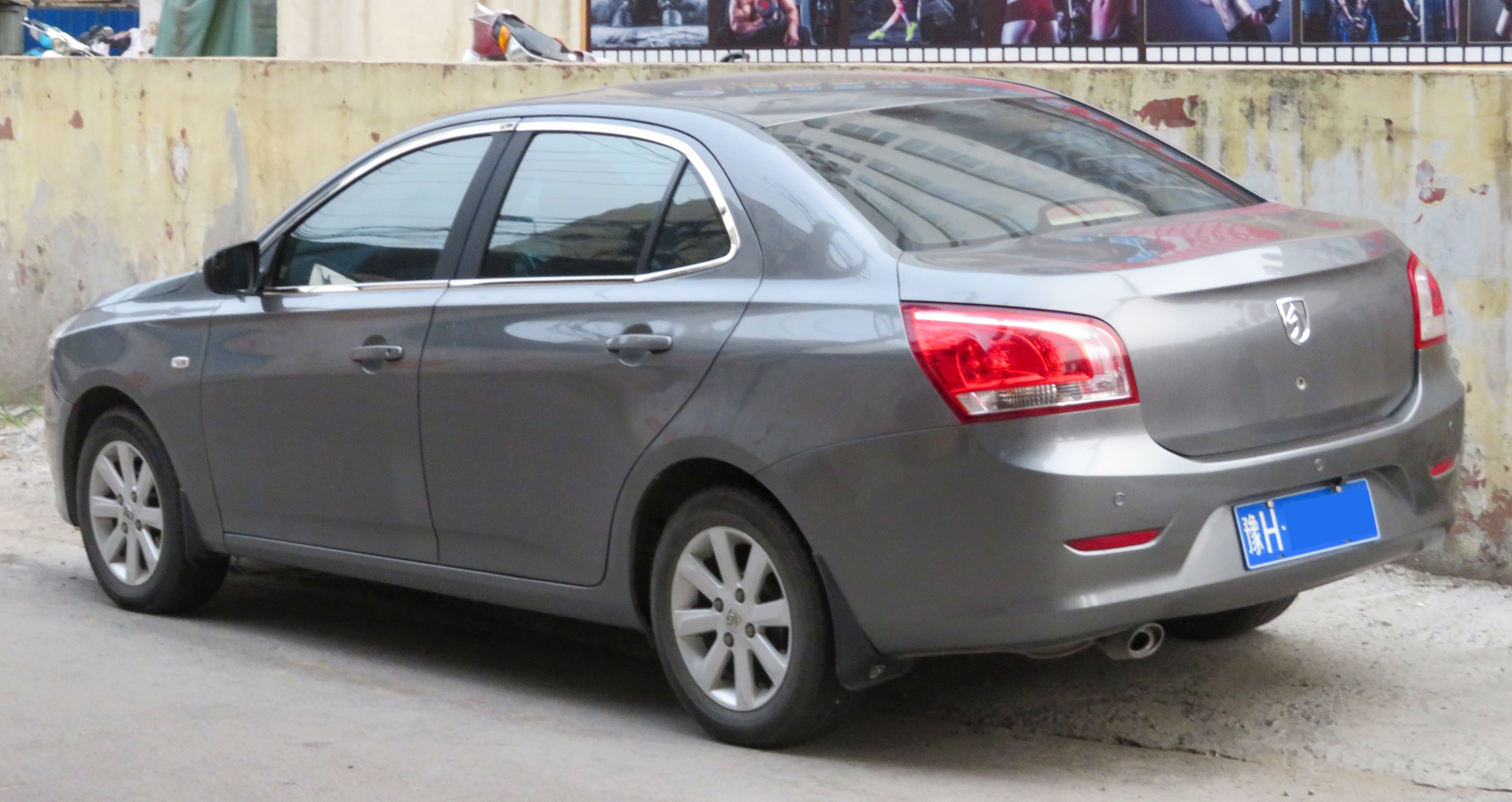
Вид сзади
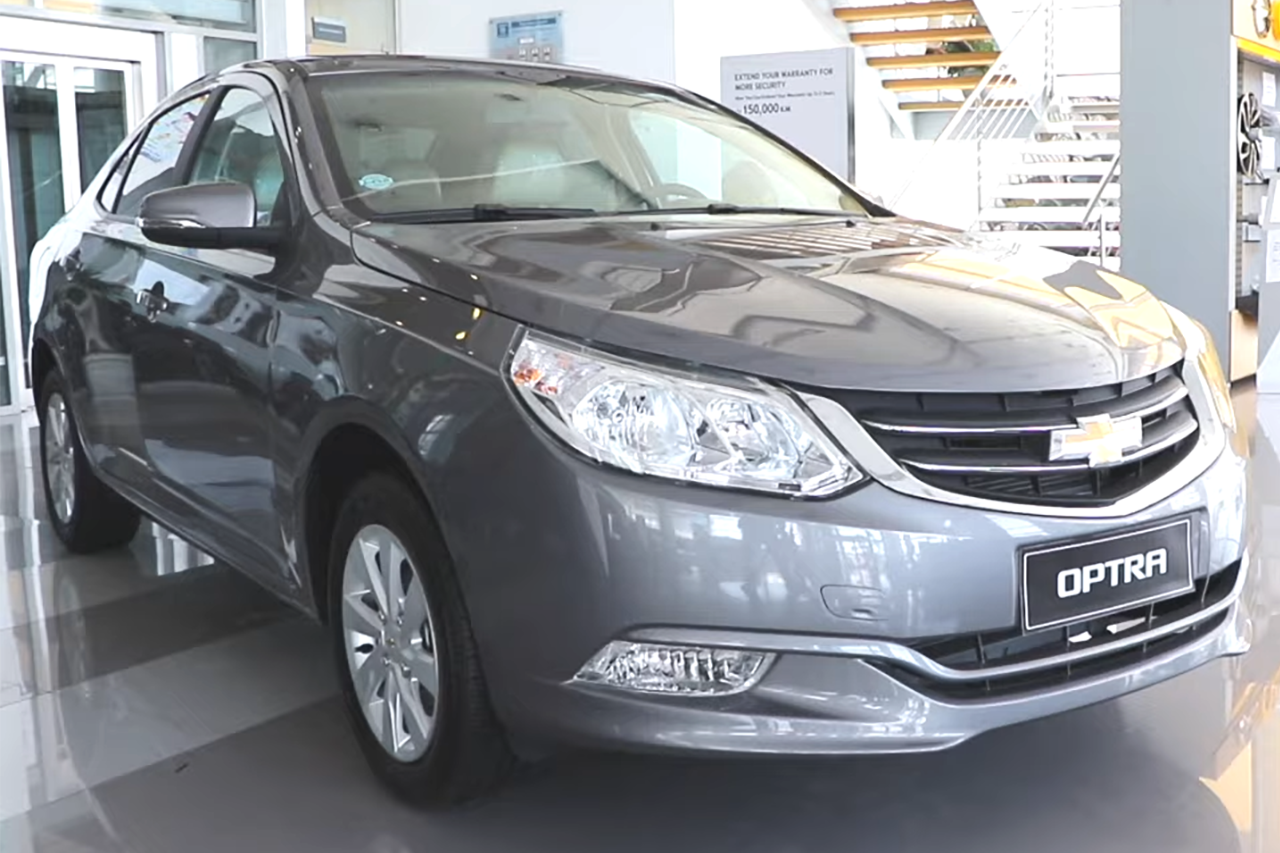
2021 Chevrolet Optra (Египет)

### 610
Baojun 610 является версией Baojun 630 с кузовом хетчбэк.

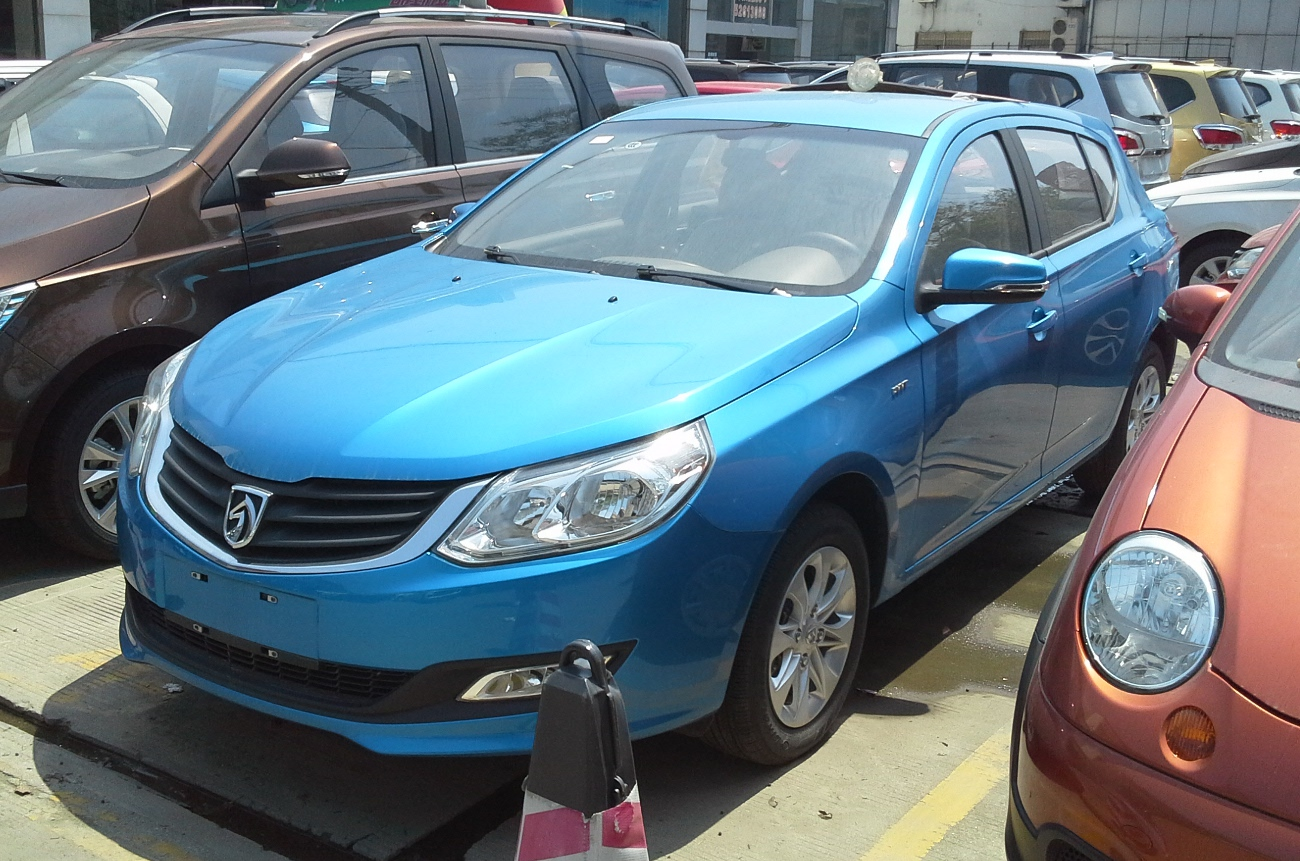
Вид спереди
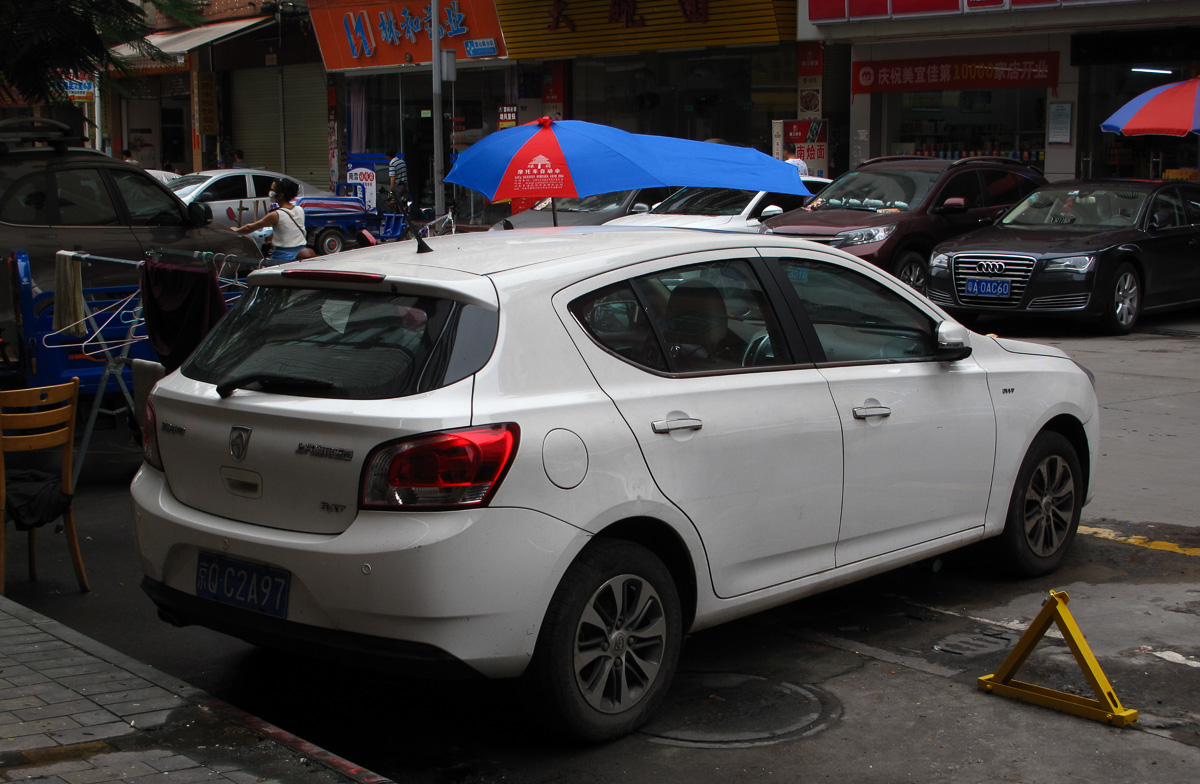
Вид сзади

## Технические характеристики
Baojun 630 оснащён 1,5-литровым (1485 см3) четырёхцилиндровым бензиновым двигателем мощностью 81 кВт (109 л. с.) и крутящим моментом 146 Н⋅м в паре с пятиступенчатой механической трансмиссией. С ноября 2012 года автомобиль также оснащался 1,8-литровым (1796 см3) двигателем мощностью 105 кВт (141 л. с.) и крутящим моментом 177 Н⋅м в паре с шестиступенчатой автоматической трансмиссией.
Дополнительно Baojun 630 может быть оборудован подушками безопасности спереди, ABS с EBD, кожаными сидениями, электростеклоподъёмниками, дистанционным центральным замком, системой кондиционирования, карпьютером, CD-проигрывателем и задними датчиками парковки. Также применяются выдвижные дверные ручки, аналогичные фейслифтинговому Chevrolet Lacetti.